# I familie
I familie er en dansk animationsfilm fra 2016, der er instrueret af Ida Andreasen efter manuskript af hende selv og Julie Budtz Sørensen.

## Handling
Faderen Erik, datteren Silje og sønnen William er i familie. Både Silje og hendes far kæmper med voldsomme temperamenter. Når de bliver vrede, vokser deres hoveder sig store og røde. Lillebror William forsøger at hjælpe, og Erik tror han har fundet løsningen til at holde styr på sit temperament, men han ved ikke hvad han skal stille op med Silje, og er for konfliktsky til at tage problemet op. Det skaber en skæv dynamik i familien, og en dag ramler det hele.